# Kirguistán Unido
Kirguistán Unido (en kirguís: Butun Kyrgyzstan) o BK es un partido político kirguiso de ideología nacionalista y presidencialista fundado en 2010 luego de la disolución del partido Ak Jol, por Adakhan Madumarov. Reivindica la figura de Kurmanbek Bakíev y rechaza el sistema parlamentario de gobierno.
En las primeras elecciones parlamentarias después de la revolución, el BK obtuvo el 8% de los votos, superando el umbral requerido para obtener escaños. Sin embargo, debido a que no había recibido más del 5% de los votos de todos los votos emitidos, no pudo acceder al Consejo Supremo. La misma situación se dio en las elecciones de 2015, donde obtuvo el 6% de los votos pero no logró obtener escaños.
Su candidato presidencial y líder, Adakhan Madumarov, quedó en segundo lugar en las elecciones presidenciales de 2011 con el 14.78% de los votos, y en tercer lugar en las de 2017, con el 6.57% de los votos.